# Wateskroyo
Wateskroyo is een bestuurslaag in het regentschap Tulungagung van de provincie Oost-Java, Indonesië. Wateskroyo telt 2582 inwoners (volkstelling 2010).